# Le Boulay
För andra betydelser, se Le Boulay (olika betydelser).
Le Boulay är en kommun i departementet Indre-et-Loire i regionen Centre-Val de Loire i de centrala delarna av Frankrike. Kommunen ligger i kantonen Château-Renault som tillhör arrondissementet Tours. År 2022 hade Le Boulay 813 invånare.

## Befolkningsutveckling
Antalet invånare i kommunen Le Boulay
Referens:INSEE